# Coleman Scott
Coleman Lewis Scott (* 19. April 1986 in Waynesburg, Pennsylvania) ist ein US-amerikanischer Ringer. Er gewann bei den Olympischen Spielen 2012 in London eine Bronzemedaille im freien Stil im Federgewicht.

## Werdegang
Coleman Scott wuchs in Waynesburg im äußersten Südwesten Pennsylvanias auf und besuchte die dortige Central High School. Dort begann er auch im Jahre 1992 mit dem Ringen. Wie an den High-Schools üblich widmete er sich dabei dem freien Stil. Später besuchte er die Oklahoma State University. Nunmehr wohnt er in Stillwater und gehört dem Gator Wrestling Club an. Er rang aber auch schon für die Sunkist Kids in Phoenix, Arizona. Trainiert wurde bzw. wird er von zwei ehemals berühmten Ringern, Zeke Jones und John Smith. Während seiner High-School-Zeit war er mehrfacher Meister von Pennsylvania. Bei einer Größe von 1,68 Metern ringt er im Federgewicht, der Gewichtsklasse bis 60 kg Körpergewicht.
2006 wurde er US-amerikanischer Juniorenmeister im Federgewicht und wurde im gleichen Jahr bei der Junioren-Weltmeisterschaft in Guatemala-Stadt eingesetzt. Er verletzte sich dort aber in seinem ersten Kampf gegen Jack Bond aus Kanada, konnte den Wettkampf nicht fortführen und landete deshalb nur auf dem 24. Platz. Im Jahre 2008 wurde er Sieger bei den NCAA-Championships, den Meisterschaften des US-amerikanischen Hochschul-Sportverbandes. Zwischen 2008 und 2011 startete er auch regelmäßig bei den US-Meisterschaften und den Ausscheidungskämpfen (Trials) für die Weltmeisterschaften. Er landete bei diesen Wettkämpfen zwar immer im Vorderfeld, konnte aber davon keinen gewinnen. Seine Hauptkonkurrenten waren dabei immer die gleichen: Mike Zadick, Reece Humphrey und Shawn Bunch. Er kam in diesen Jahren deshalb auch nur zu einem einzigen Einsatz bei einer internationalen Meisterschaft. Das war bei den Panamerikanischen Meisterschaften 2010 in Monterrey (Mexiko). Dort belegte er hinter Alejandro Valdés (Kuba) und James Mancini (Kanada) den dritten Platz.
Im April 2012 startete er für die Vereinigten Staaten beim Welt-Cup in Baku, einem Mannschaftswettbewerb. Er siegte dort in allen fünf Kämpfen, in denen er eingesetzt war, sowie damit in der Einzelwertung von Kenichi Yumoto aus Japan und Hadschi Alijew aus Aserbaidschan. Auch auf nationaler Ebene gelang ihm der endgültige Durchbruch, denn er gewann bei den US-amerikanischen Olympiatrials auf dem Times Square in New York. Er besiegte dabei Reece Humphrey und Shawn Bunch in jeweils drei Kämpfen jeweils zweimal.
Bei den Olympischen Spielen in London siegte er im Federgewicht über Lee Seung-chul (Südkorea) und Malchaz Zarkua (Georgien), verlor dann gegen Toğrul Əsgərov aus Aserbaidschan und sicherte sich mit einem Sieg über Kenichi Yumoto eine olympische Bronzemedaille.

## Internationale Erfolge
| Jahr | Platz  | Wettbewerb                                             | Gewichtsklasse | Ergebnisse |
| 2006 | 24.    | Junioren-WM in Guatemala-Stadt                         | Feder          | nach einer Aufgabeniederlage (Verletzung) gegen Jack Bond, Kanada                                                                                               |
| 2009 | 2.     | Sunkist-Kids-International-Open in Tempe               | Feder          | hinter Nate Gallick, USA |
| 2009 | 5.     | Cerro-Pelado-Turnier in Havanna                        | Feder          | Sieger: Hardeep Singh, Indien vor Alejandro Valdés |
| 2009 | 1.     | Hargobind-International-Open in Surrey/Kanada          | Feder          | vor Rajneesh Singh, Indien und Raj Virchi, Kanada |
| 2010 | 6.     | Dave-Schultz-Memorial in Colorado Springs              | Feder          | Sieger: Mike Zadick, USA vor Magomed Kurbanalijew, Russland |
| 2010 | 3.     | Panamerikanische Meisterschaften in Monterrey/Mexiko   | Feder          | hinter Alejandro Valdés und James Mancini, Kanada |
| 2010 | 3.     | Emamali Habibi & Abdollah Mohawes-Cup in Qaemshar/Iran | Feder          | hinter Ebrahim Nasiri, Iran und Albert Lachinow, Russland |
| 2011 | 5.     | Cerro-Pelado-Turnier in Havanna                        | Feder          | Sieger: Alejandro Valdés vor Howles Bonne, beide Kuba |
| 2011 | 2.     | New-York-Athletic-Club-International-Open              | Feder          | hinter Reece Humphrey, vor Matt Valenti, beide USA |
| 2012 | 1.     | Dave-Schultz-Memorial in Colorado Springs              | Feder          | vor Rahul Balasaheb Aware, Indien, Tyler Graff und Justin Pearch, beide USA                                                                                     |
| 2012 | 1.     | Welt-Cup in Baku                                       | Feder          | vor Kenichi Yumoto, Japan und Hadschi Alijew, Aserbaidschan |
| 2012 | Bronze | OS in London                                           | Feder          | nach Siegen über Lee Seung-chul, Südkorea und Malchaz Zarkua, Georgien, einer Niederlage gegen Toğrul Əsgərov, Aserbaidschan und einem Sieg über Kenichi Yumoto |

## Nationale Erfolge
| Jahr | Platz | Wettkampf                             | Gewichtsklasse | Ergebnisse                                             |
| 2006 | 1.    | US-amerik. Juniorenmeisterschaft      | Feder          | vor Angel Escobedo                                     |
| 2008 | 1.    | NCAA-Championships                    | Feder          |                                                        |
| 2008 | 2.    | USA-Meisterschaft                     | Feder          | hinter Shawn Bunch, vor Teyon Ware und Dylan Long      |
| 2008 | 4.    | WM-Trials                             | Feder          | hinter Mike Zadick, Shawn Bunch und Nate Gallick       |
| 2009 | 2.    | US-amerik. Universitäts-Meisterschaft | Feder          | hinter Jordan Oliver, vor Franklin Gómez               |
| 2009 | 3.    | WM-Trials                             | Feder          | hinter Shawn Bunch und Mike Zadick, vor Reece Humphrey |
| 2010 | 3.    | USA-Meisterschaft                     | Feder          | hinter Shawn Bunch und Mike Zadick                     |
| 2010 | 3.    | WM-Trials                             | Feder          | hinter Mike Zadick und Shawn Bunch                     |
| 2011 | 3.    | USA-Meisterschaft                     | Feder          | hinter Reece Humphrey und Shawn Bunch, vor Mike Zadick |
| 2011 | 3.    | WM-Trials                             | Feder          | hinter Reece Humphrey und Shawn Bunch                  |
| 2012 | 1.    | Olympia-Trials                        | Feder          | vor Reece Humphrey und Shawn Bunch                     |

## Erläuterungen
- alle Wettbewerbe im freien Stil
- OS = Olympische Spiele, WM = Weltmeisterschaft
- Federgewicht, Gewichtsklasse bis 60 kg Körpergewicht
- NCAA = Nordamerikanischer Hochschul-Sportverband
- Trials = Ausscheidungswettkampf